# Калабук, Геннадий Георгиевич
Геннадий Георгиевич Калабук — советский хозяйственный, государственный и политический деятель, Герой Социалистического Труда.

## Биография
Родился в 1930 году в селе Глядовичи. Член КПСС.
С 1952 года — на хозяйственной, общественной и политической работе. В 1952—1990 гг. — бетонщик, затем монтажник в Комсомольске-на-Амуре, рабочий Гродненского стекольного завода, рабочий Гродненского мясокомбината, бригадир рабочих Гродненского мясокомбината Министерства мясной и молочной промышленности Белорусской ССР.
Указом Президиума Верховного Совета СССР от 16 января 1974 года присвоено звание Героя Социалистического Труда с вручением ордена Ленина и золотой медали «Серп и Молот».
Делегат XXV съезда КПСС.
Живёт в Гродно.